# لوسيل روبرتس
لوسيل روبرتس (بالإنجليزية: Lucille Roberts)‏ هي سيدة أعمال وكاتِبة أمريكية، ولدت في 7 ديسمبر 1943، وتوفيت في 17 يوليو 2003 بسبب سرطان الرئة.